# Herb gminy Jaktorów
Herb gminy Jaktorów – symbol gminy Jaktorów.

## Wygląd i symbolika
Herb przedstawia na tarczy w polu czerwonym wizerunek brązowej głowy tura ze złotymi rogami zwieńczony dwoma skrzyżowanymi liśćmi dębowymi. Ostatnie tury żyły na terenie Puszczy Jaktorowskiej, stąd nawiązanie w herbie.

## Historia
Obecny wizerunek herbu, potwierdzony w statucie, został ustanowiony w pierwszej kadencji Rady Gminy Jaktorów. Jest on jednak używany niezgodnie z prawem, ponieważ nie uzyskał pozytywnej opinii Komisji Heraldycznej.
31 marca 2022 Rada Gminy Jaktorów przyjęła projekty nowych symboli gminy. Zostały one wysłane do Komisji Heraldycznej i oczekują na zatwierdzenie.